# Fornebu
Fornebu est une section de la municipalité norvégienne de Bærum dans le comté d'Akershus, près d’Oslo.

## Description
Fornebu se trouve entre Snarøya au sud et Lysaker au nord. Fornebu était connu pour l'ancien aéroport d'Oslo-Fornebu qui a été remplacé en 1998 par l'aéroport d'Oslo-Gardermoen.
Depuis 2001, la zone de Fornebu est en cours de développement en tant que centre des technologies de l'information et de l'industrie des télécommunications. Des projets de logements se développent à proximité. Son ancien terminal maritime est maintenant utilisé comme bureaux pour un certain nombre d'entreprises comme Telenor, Evry (en), Norske Skog, Aker Solutions, Equinor, Hewlett-Packard…

## Transports
Plusieurs projets de transports ont été proposés pour desservir le quartier par un tramway ou un métro. Finalement, en 2008, il a été décidé par la municipalité du comté d'Akershus de construire une section du métro d'Oslo depuis Majorstuen jusqu'à Fornebu. Les travaux ont commencé en décembre 2020.

## Zones protégées
- Réserve naturelle de Lilleøya
- Réserve naturelle de Torvøya et Bjerkholmen
- Réserve naturelle d'Alv
- Réserve naturelle de Storøykilen
- Réserve naturelle de Koksabukta
- Réserve naturelle de Sandholmen
- Réserve naturelle d'Ytre Vassholmen
- Réserve naturelle de Møkkalassene
- Zone de conservation du biotope de Dokkskjæret
- Réserve naturelle de Lagmannsholmen
- Zone de conservation des animaux de Selskjær